# Ciro Chistoni
Ciro Chistoni (Ostiano, 1852 – Casalromano, 1927) è stato un fisico italiano.

## Biografia
Docente nell'Università di Modena (1887), e poi nell'Università di Napoli (1906), fu direttore dell'Osservatorio Vesuviano. Costruì un igrometro a condensazione e diede una nota definizione di galaverna.
Fu direttore dell'Osservatorio Geofisico di Modena dal 1892 al 1906.